# Test for Echo
Test for Echo šesnaesti je studijski album kanadskog progresivnog rock sastava Rush. Album je 10. rujna 1996. godine u Kanadi objavila diskografska kuća Anthem Records, dok ga je u ostatku svijeta četiri dana kasnije objavio Atlantic Records.

## O albumu
Bio je to posljednji album grupe prije nego što je najavila privremenu obustavu glazbenog rada zbog tragičnih događaja u privatnom životu bubnjara Neila Pearta. Peart se, nakon što ga je jazz glazbenik i učitelj Freddie Gruber podučio određenim bubnjarskim tehnikama, na većini bubnjarskih dionica služio tradicionalnom tehnikom držanja palica prilikom koje svaka ruka različito drži palicu.
Naslovnica prikazuje inuksuk, kameni lik tipičan za Kanadu, domovinu skupine. Inuksuk je inuitski kameni lik u obliku čovjeka koji označava skriveno skladište hrane, lovište ili mjesto na kojem je netko izgubio život.
Naslovna je pjesma dosegla prvo mjesto na mainstream rock ljestvicama. Na mnogim koncertima pjevač i basist Geddy Lee svira basističku solo dionicu iz pjesme "Driven", dok je skladba "Resist" bila rearanžirana u akustičnu pjesmu te se izvodila na turneji za album Vapor Trails i turneji R30. Od tada grupa nije svirala uživo niti jednu pjesmu s albuma.
Test for Echo bio je remasteriran i ponovno objavljivan dva puta: 2004. godine kao nastavak seta "The Rush Remasters" te 2013. godine kao dio box seta The Studio Albums 1989–2007.

## Popis pjesama
Tekstovi: Neil Peart, osim pjesme "Test for Echo" koju je napisao s Pyem Duboisom, glazba: Alex Lifeson i Geddy Lee.
| 1.    | »Test for Echo«        | 5:55 |
| 2.    | »Driven«               | 4:28 |
| 3.    | »Half the World«       | 3:43 |
| 4.    | »The Color of Right«   | 4:48 |
| 5.    | »Time and Motion«      | 5:02 |
| 6.    | »Totem«                | 4:58 |
| 7.    | »Dog Years«            | 4:55 |
| 8.    | »Virtuality«           | 5:44 |
| 9.    | »Resist«               | 4:23 |
| 10.   | »Limbo«                | 5:29 |
| 11.   | »Carve Away the Stone« | 4:06 |
| 53:31 |                        |      |

## Recenzije
Stephen Thomas Erlewine, glazbeni kritičar sa stranice AllMusic, dodijelio je albumu tri od pet zvjezdica te je izjavio: "Nakon (djelomičnog) koketanja s alternativnim rockom na Counterpartsu, Rush se vraća klasičnom progresivnom rocku na Test for Echou. Nakon smanjivanja velike količine AOR produkcijskih ukrasa koji su nagrđivali većinu njegovih albuma iz kasnih 1980-ih i ranih 1990-ih, sastav se usredotočuje na zvukove i stilove zbog kojih su albumi poput Moving Picturesa postigli velik uspjeh krajem 1970-ih i početkom 1980-ih. Test for Echo u suštini se sastoji od instrumentalne gimnastike i složenih struktura skladbi od kojih svaka prikazuje vještine svakog člana grupe. Budući da niti jedna skladba nije u potpunosti pamtljiva kao pjesma, već više kao kompromis za soliranje, pojedinačni su nastupi članova ključni na albumu. Kad je u pitanju Rush, takva taktika nije nužno loša stvar jer je uvijek bio bolji u sviranju nego u skladanju te je na Test for Echou svirao bolje nego u prethodnih deset godina."

## Zasluge
| Rush - Geddy Lee – vokali, bas-gitara, klavijature - Alex Lifeson – gitara, mandola - Neil Peart – bubnjevi, dulcimer | Ostalo osoblje - Peter Collins – produkcija, aranžman - Clif Norrell – snimanje - Everett Ravestein – predprodukcija - Pye Dubois – tekstovi (na pjesmi "Test for Echo") - Liam Birt – izvršna produkcija - Pegi Cecconi – izvršna produkcija - Dimo Safari – fotografija - Anthony Frederick – fotografija - Andrew MacNaughtan – fotografija - Richard C. Negus – fotografija - Eugene Fisher – fotografija - Chris Laidlaw – inženjer zvuka - Paul Marconi – inženjer zvuka - Hugh Syme – naslovnica, umjetnički direktor, digitalna ilustracija - Tom Heron – inženjer zvuka - Andy Wallace – miksanje - Bob Ludwig – mastering |